# خوليو أباريسيو
خوليو أباريسيو (بالإسبانية: Julio Aparicio)‏ هو لاعب كرة قدم بيروفي في مركز الهجوم، ولد في 30 يناير 1955 في إقليم أريكيبا في بيرو. شارك مع منتخب بيرو لكرة القدم. أما مع النوادي، فقد لعب مع نادي سبورتينغ كريستال ونادي يونيفرسيتاريو.

## وصلات خارجية
- خوليو أباريسيو على موقع الاتحاد الدولي (مؤرشف)  (الإنجليزية)
- خوليو أباريسيو على موقع قاعدة بيانات كرة القدم.إي يو (الإنجليزية)
- خوليو أباريسيو على موقع ناشيونال فوتبول تيمز (الإنجليزية)